# Joélcio Joerke
Joélcio Joerke, detto Janjão (Campo Grande, 24 agosto 1972), è un ex cestista brasiliano.

## Carriera

### Club
Janjão milita nei campionati brasiliani fino al gennaio 2000, quando arriva alla Snaidero Udine disputando la seconda parte del campionato di Serie A2, culminato con la promozione nella massima serie. Dopo questa parentesi ritorna al Vasco da Gama rimanendo in patria per altri quattro anni. Nel dicembre 2004 approda nuovamente in Italia, questa volta al Basket Rimini Crabs, dove gioca fino al termine della stagione. Seguono altri anni nel campionato brasiliano, prima di andare in Paraguay nel 2009.

### Nazionale
Con la nazionale verdeoro Janjão ha partecipato alle Olimpiadi di Atlanta 1996 e ai campionati mondiali 1994 e 1998, oltre che al torneo FIBA Americas nel 1997.